# 根本崇
根本 崇（ねもと たかし、1945年（昭和20年）9月22日 - ）は、日本の政治家、官僚。元千葉県野田市長（6期）。

## 来歴
千葉県野田市出身。埼玉県立浦和高等学校、東京大学法学部法律学科卒業。
1970年（昭和45年）4月、建設省に入省。1978年（昭和53年）4月、千葉県企画部水政課長に就任。1985年（昭和60年）7月、静岡県島田市助役に就任。1989年（平成元年）7月、建設省大臣官房政策企画官に就任。1991年（平成3年）6月、千葉県野田市助役に就任。
1992年（平成4年）の野田市長選挙で初当選。7月4日、市長就任。以後、2012年（平成24年）の市長選まで6選を重ねる。
2016年（平成28年）3月2日、市議会3月定例会の本会議で、6月に行われる市長選に出馬しない考えを表明した。
2017年（平成29年）4月、旭日中綬章を受章。